# 하미드 나데리 예가네
하미드 나데리 예가네(페르시아어: حمید نادری یگانه; 1990년 7월 26일 출생, 이란)는 이란인 수학적 예술가이자 디지털 아티스트이다. 그는 수학 공식을 사용하여 실물과 유사한 그림, 대칭적 일러스트, 애니메이션, 프랙탈, 테셀레이션 등을 만드는 것으로 유명하다.

## 교육
나데리 예가네는 콤 대학교에서 수학 학사 학위를 받았고, 샤리프 공과대학교에서 순수 수학 석사 학위를 취득하였다.

## 작품

### 실물 객체 그림
그는 두 가지 방법으로 실물 객체와 유사한 형태를 수학적으로 표현한다. 첫 번째 방법은 수만 개의 수학적 형상을 컴퓨터로 생성한 후, 우연히 발견한 흥미로운 형태를 개선하여 실물과 유사하도록 수정하는 것이다. 두 번째 방법은 수학적 공식을 단계별로 조정하여 특정 객체를 묘사하는 것이다.

### 프랙탈 및 테셀레이션
그는 아프리카 모양의 프랙탈과 북아메리카 및 남아메리카 모양의 테셀레이션을 설계하였다.

## 전시 및 강연
- Art ∩ Math, Center on Contemporary Art (시애틀, 미국), 2018년 3월 1일 – 4월 14일.
- LASER Talks in Tehran, 레오나르도 예술과학기술협회 (테헤란, 이란), 2018년 8월 10일.

## 평가
CNN은 "다빈치의 후계자인가?"라는 제목으로 나데리 예가네의 작품을 소개하였다. 미국 수학회는 그의 수학적 예술이 교육적 가치가 높다고 평가하였다.